# Carmonita
Carmonita é um município da Espanha na comarca de Tierra de Mérida - Vegas Bajas, província de Badajoz, comunidade autónoma da Estremadura. Tem 38,9 km² de área e em 2021 tinha 532 habitantes (densidade: 13,7 hab./km²).

## Demografia
| Variação demográfica do município entre 1991 e 2004 | Variação demográfica do município entre 1991 e 2004 | Variação demográfica do município entre 1991 e 2004 | Variação demográfica do município entre 1991 e 2004 |
| --------------------------------------------------- | --------------------------------------------------- | --------------------------------------------------- | --------------------------------------------------- |
| 1991                                                | 1996                                                | 2001                                                | 2004                                                |
| 727                                                 | 685                                                 | 649                                                 | 632                                                 |